# Stor-Almselbergets naturreservat
Stor-Almselbergets naturreservat är ett naturreservat i Åsele kommun och Vilhelmina kommun i Västerbottens län.
Området är naturskyddat sedan 2020 och är 219 hektar stort. Reservatet ligger på Stor-Almselberget sydost om Meselefors och består av hällmarkstallskog på toppen och granskog i sluttningarna.